# Nottingham Forest Football Club 2021-2022
Questa voce raccoglie le informazioni riguardanti il Nottingham Forest Football Club nelle competizioni ufficiali della stagione 2021-2022.

## Stagione
La stagione 2021-2022 è stata la 156ª stagione del club e la quattordicesima stagione consecutiva in Championship. Oltre a disputare la Championship, il Forest ha partecipato anche alle due coppe inglesi: la FA Cup e la League Cup. La stagione del Forest inizia subito in salita, con l'eliminazione al secondo turno di League Cup, denominata Carabao Cup per motivi di sponsorizzazione, perdendo 4-0 contro il Wolverhampton, dopo che al primo turno aveva vinto per 2-1 contro il Bradford City. Il pessimo avvio in campionato, con solo un punto in 7 partite, il 16 settembre 2021 porta la società ad esonerare l'allenatore irlandese Chris Hughton, sostituito dal connazionale Steven Reid in occasione della prima vittoria in campionato contro l'Huddersfield Town. Il 21 settembre seguente viene annunciato come nuovo allenatore il gallese Steve Cooper.. Per quanto riguarda la FA Cup, dopo aver vinto nei turni eliminatori 1-0 contro l'Arsenal e 4-1 contro il Leicester City, detentori del titolo, batte 2-1 agli ottavi di finale l'Huddersfield Town. Il cammino nella competizione si ferma nei quarti di finale contro il Liverpool, perdendo 1-0 con rete di Diogo Jota. Il cammino in Championship vede i Tricky Trees autori di un campionato straordinario, soprattutto dopo l'arrivo di Cooper: dopo aver ottenuto agevolmente l'obiettivo minimo della salvezza, raggiunge la qualificazione ai play-off con due turni di anticipo, grazie al successo interno per 5-1 sullo Swansea City del 30 aprile 2022; nella settimana successiva, perde lo scontro diretto nel recupero contro il Bournemouth e pareggia all'ultima giornata con l'Hull City, chiudendo la regular season al 4º posto a quota 80 punti. Nella doppia sfida play-off contro lo Sheffield Utd, i Reds vincono l'andata in trasferta 2-1 e perdono al ritorno in casa con il medesimo punteggio, producendo una perfetta parità che porta la sfida prima ai supplementari e poi ai rigori, dove vince 3-2. In finale ha affrontato l'Huddersfield Town al Wembley Stadium di Londra: la sfida viene decisa da un'autorete di Colwill al termine del primo tempo, permettendo così al Nottingham di vincere 1-0 ed essere promossi in Premier League dopo 23 anni di assenza.

## Maglie e sponsor
Lo sponsor tecnico per la stagione 2021-2022 è l'azienda italiana Macron; il Main Sponsor ufficiale è Boxt; come Top Sponsor posteriore UK Meds; come sponsor sul retro dei pantaloncini The Skinny Food Co.
|  | Casa | Trasferta | Third |

## Rosa
Rosa e numerazione sono aggiornati al 7 febbraio 2022.
| N. |                        | Ruolo | Calciatore          |
| -- | ---------------------- | ----- | ------------------- |
| 1  | Stati Uniti (bandiera) | P     | Ethan Horvath       |
| 2  | Inghilterra (bandiera) | D     | Djed Spence         |
| 3  | Portogallo (bandiera)  | D     | Tobias Figueiredo   |
| 4  | Inghilterra (bandiera) | D     | Joe Worrall         |
| 5  | Brasile (bandiera)     | D     | Rodrigo Ely         |
| 6  | Francia (bandiera)     | D     | Loïc Mbe Soh        |
| 7  | Giamaica (bandiera)    | A     | Lewis Grabban       |
| 8  | Inghilterra (bandiera) | C     | Jack Colback        |
| 9  | Inghilterra (bandiera) | A     | Keinan Davis        |
| 10 | Portogallo (bandiera)  | C     | João Carvalho       |
| 11 | Danimarca (bandiera)   | C     | Philip Zinckernagel |
| 12 | Inghilterra (bandiera) | P     | Jordan Smith        |
| 13 | Camerun (bandiera)     | D     | Gaëtan Bong         |
| 14 | Canada (bandiera)      | D     | Richie Laryea       |
| 15 | Inghilterra (bandiera) | D     | Max Lowe            |
| 16 | Inghilterra (bandiera) | D     | Carl Jenkinson      |
| 16 | Inghilterra (bandiera) | A     | Sam Surridge        |
| 17 | Inghilterra (bandiera) | C     | Alex Mighten        |
| 18 | Portogallo (bandiera)  | C     | Cafú                |
| 19 | Portogallo (bandiera)  | A     | Xande Silva         |
| 20 | Galles (bandiera)      | C     | Brennan Johnson     |

| N. |                        | Ruolo | Calciatore              |
| -- | ---------------------- | ----- | ----------------------- |
| 21 | Paraguay (bandiera)    | C     | Braian Ojeda            |
| 22 | Inghilterra (bandiera) | C     | Ryan Yates              |
| 23 | Inghilterra (bandiera) | A     | Joe Lolley              |
| 24 | Inghilterra (bandiera) | D     | Jordi Osei-Tutu         |
| 24 | Inghilterra (bandiera) | D     | Jonathan Panzo          |
| 25 | Turchia (bandiera)     | D     | Mohamed Dräger          |
| 26 | Scozia (bandiera)      | D     | Scott McKenna           |
| 27 | Inghilterra (bandiera) | D     | Jordan Lawrence-Gabriel |
| 27 | Inghilterra (bandiera) | D     | Steve Cook              |
| 29 | Capo Verde (bandiera)  | A     | Nuno da Costa           |
| 30 | Francia (bandiera)     | P     | Brice Samba             |
| 33 | Montserrat (bandiera)  | A     | Lyle Taylor             |
| 37 | Inghilterra (bandiera) | C     | James Garner            |
| 38 | Inghilterra (bandiera) | C     | Tyrese Fornah           |
| 41 | Galles (bandiera)      | C     | Oliver Hammond          |
| 42 | Francia (bandiera)     | C     | Ateef Konaté            |
| 43 | Portogallo (bandiera)  | D     | Baba Fernandes          |
| 44 | Inghilterra (bandiera) | D     | Fin Back                |
| 45 | Inghilterra (bandiera) | D     | Jayden Richardson       |
| 46 | Inghilterra (bandiera) | D     | Riley Harbottle         |

## Calciomercato

### Sessione estiva (dall'1/7 al 31/8)
| Acquisti | Acquisti                | Acquisti       | Acquisti               |
| R.       | Nome                    | da             | Modalità               |
| -------- | ----------------------- | -------------- | ---------------------- |
| P        | Joe Watkins             | Charlton       | definitivo             |
| P        | Nicky Hogarth           | Rangers        | definitivo             |
| P        | Ethan Horvath           | Club Bruges    | definitivo             |
| P        | George Shelvey          | Wealdstone     | fine prestito          |
| P        | Jordan Wright           | Alloa Athletic | fine prestito          |
| D        | Mohamed Dräger          | Olympiacos     | definitivo             |
| D        | Nicholas Ioannou        | Arīs Salonicco | fine prestito          |
| D        | Jordan Lawrence-Gabriel | Blackpool      | fine prestito          |
| D        | Max Lowe                | Sheffield Utd  | prestito               |
| D        | Jordi Osei-Tutu         | Arsenal        | prestito               |
| D        | Danny Preston           | Grimsby Town   | fine prestito          |
| D        | Jayden Richardson       | Forest Green   | fine prestito          |
| C        | João Carvalho           | Almería        | fine prestito          |
| C        | Billy Fewster           | Leeds Utd      | definitivo             |
| C        | Tyrese Fornah           | Plymouth       | fine prestito          |
| C        | James Garner            | Manchester Utd | rinnovo prestito       |
| C        | Brennan Johnson         | Lincoln City   | fine prestito          |
| C        | Braian Ojeda            | Olimpia        | definitivo             |
| A        | Nuno da Costa           | R.E. Mouscron  | fine prestito          |
| A        | Virgil Gomis            | Grimsby Town   | fine prestito          |
| A        | Lewis Salmon            | Altrincham     | definitivo             |
| A        | Will Swan               | Port Vale      | fine prestito          |
| A        | Philip Zinckernagel     | Watford        | prestito               |
| A        | Xande Silva             | West Ham Utd   | definitivo (200.000 £) |

| Cessioni | Cessioni                | Cessioni       | Cessioni       |
| R.       | Nome                    | a              | Modalità       |
| -------- | ----------------------- | -------------- | -------------- |
| P        | Abdoulaye Diallo        |                | fine contratto |
| P        | George Shelvey          | Mansfield Town | prestito       |
| P        | Michael Statham         |                | fine contratto |
| D        | Tyler Blackett          | FC Cincinnati  | definitivo     |
| D        | Cyrus Christie          | Fulham         | fine prestito  |
| D        | Michael Richard Dawson  |                | ritirato       |
| D        | Michael Hefele          |                | ritirato       |
| D        | Nicholas Ioannou        | Como           | prestito       |
| D        | Jordan Lawrence-Gabriel | Blackpool      | definitivo     |
| D        | Danny Preston           |                | fine contratto |
| D        | Yuri Ribeiro            | Legia Varsavia | fine contratto |
| D        | Malique Spooner         |                | fine contratto |
| C        | Sammy Ameobi            | Middlesbrough  | fine contratto |
| C        | Harry Arter             | Charlton       | prestito       |
| C        | Fouad Bachirou          | Omonia         | definitivo     |
| C        | Josh Barnes             | Truro City     | prestito breve |
| C        | Ethan Dekel-Daks        |                | fine contratto |
| C        | Yassine En-Neyah        | Shelbourne     | fine contratto |
| C        | Luke Freeman            | Sheffield Utd  | fine prestito  |
| C        | Adrian Galliani         | Olympiacos     | fine contratto |
| C        | Anthony Knockaert       | Fulham         | fine prestito  |
| C        | Filip Krovinović        | Benfica        | fine prestito  |
| C        | Grigoris Pietris        |                | fine contratto |
| C        | Fotis Pikoulas          |                | fine contratto |
| C        | Samba Sow               | Lens 2         | fine contratto |
| A        | Elliott Andrew          |                | fine contratto |
| A        | Keith Asare             |                | fine contratto |
| A        | Nuno da Costa           | Caen           | prestito       |
| A        | Glenn Murray            |                | ritirato       |
| A        | Virgil Gomis            |                | fine contratto |

### Sessione domestica (dall'1/9 al 17/10)
| Acquisti | Acquisti      | Acquisti   | Acquisti            |
| R.       | Nome          | da         | Modalità            |
| -------- | ------------- | ---------- | ------------------- |
| P        | Jordan Wright | Hereford   | prestito breve      |
| D        | Rezart Rama   | Truro City | prestito breve      |
| C        | Josh Barnes   | Truro City | fine prestito breve |

| Cessioni | Cessioni    | Cessioni   | Cessioni               |
| R.       | Nome        | a          | Modalità               |
| -------- | ----------- | ---------- | ---------------------- |
| C        | Josh Barnes | Truro City | rinnovo prestito breve |

### Operazioni esterne (dall'1/9 al 2/1)
| Acquisti | Acquisti      | Acquisti      | Acquisti            |
| R.       | Nome          | da            | Modalità            |
| -------- | ------------- | ------------- | ------------------- |
| P        | Jordan Wright | Hereford      | fine prestito breve |
| D        | Rodrigo Ely   | Alavés        | svincolato          |
| D        | Djed Spence   | Middlesbrough | prestito            |

| Cessioni | Cessioni          | Cessioni     | Cessioni       |
| R.       | Nome              | a            | Modalità       |
| -------- | ----------------- | ------------ | -------------- |
| D        | Jayden Richardson | Notts County | prestito breve |

### Sessione invernale (dal 3/1 al 31/1)
| Acquisti | Acquisti          | Acquisti     | Acquisti               |
| R.       | Nome              | da           | Modalità               |
| -------- | ----------------- | ------------ | ---------------------- |
| D        | Steve Cook        | Bournemouth  | definitivo             |
| D        | Richie Laryea     | Toronto FC   | definitivo (740.000 £) |
| D        | Jonathan Panzo    | Digione      | definitivo             |
| D        | Jayden Richardson | Notts County | fine prestito breve    |
| C        | Harry Arter       | Charlton     | risoluzione prestito   |
| A        | Keinan Davis      | Aston Villa  | prestito               |
| A        | Sam Surridge      | Stoke City   | definitivo             |

| Cessioni | Cessioni          | Cessioni        | Cessioni                |
| R.       | Nome              | a               | Modalità                |
| -------- | ----------------- | --------------- | ----------------------- |
| P        | Jordan Wright     | Lincoln City    | definitivo              |
| D        | Rodrigo Ely       |                 | risoluzione consensuale |
| D        | Carl Jenkinson    | Melbourne City  | prestito                |
| D        | Jordi Osei-Tutu   | Arsenal         | risoluzione prestito    |
| D        | Jayden Richardson | Notts County    | prestito                |
| C        | Tyrese Fornah     | Shrewsbury Town | prestito                |
| C        | João Carvalho     | Olympiacos      | definitivo              |
| A        | Lyle Taylor       | Birmingham City | prestito                |

### Operazioni esterne (dall'1/2 al 30/6)
| Acquisti | Acquisti            | Acquisti       | Acquisti   |
| R.       | Nome                | da             | Modalità   |
| -------- | ------------------- | -------------- | ---------- |
| C        | Ethan Hull          | Manchester Utd | definitivo |
| C        | Bobby Jack McAleese | Coleraine      | definitivo |

| Cessioni | Cessioni             | Cessioni      | Cessioni       |
| R.       | Nome                 | a             | Modalità       |
| -------- | -------------------- | ------------- | -------------- |
| D        | Mohamed Dräger       | Lucerna       | prestito       |
| D        | Sam Sanders          | York City     | prestito breve |
| C        | Harry Arter          | Notts County  | prestito       |
| C        | Morgan Thomas-Sadler | Ilkeston Town | prestito       |
| A        | Lewis Salmon         | Alfreton Town | prestito       |

## Risultati

### Championship

#### Girone di andata
| Arbitro: | James Linington |

|                              |           |            |
| Gyökeres 81’ McFadzean 90+6’ | Marcatori | 36’ Taylor |

| Arbitro: | Geoff Eltringham |

|             |           |                        |
| McKenna 48’ | Marcatori | 28’ Brooks 58’ Billing |

| Arbitro: | Gavin Ward |

|                  |           |                       |
| Zinckernagel 69’ | Marcatori | 47’ Ayala 86’ Lenihan |

| Arbitro: | Oliver Langford |

|           |           |  |
| Tymon 66’ | Marcatori |  |

| Arbitro: | Tim Robinson |

|              |           |             |
| Lawrence 11’ | Marcatori | 81’ Johnson |

| Arbitro: | Dean Whitestone |

|             |           |                  |
| Grabban 23’ | Marcatori | 58’, 73’ Colwill |

| Arbitro: | James Linington |

|  |           |                          |
|  | Marcatori | 24’ Šporar 72’ Hernández |

| Arbitro: | Chris Kavanagh |

|  |           |                                 |
|  | Marcatori | 22’ Grabban 64’ (aut.) Nicholls |

| Arbitro: | Jeremy Simpson |

|          |           |           |
| Lowe 52’ | Marcatori | 32’ Smith |

| Arbitro: | Geoff Eltringham |

|                    |           |                                          |
| Woodrow 20’ (rig.) | Marcatori | 61’ Zinckernagel 68’ Johnson 82’ Grabban |

| Arbitro: | Keith Stroud |

|  |           |                                  |
|  | Marcatori | 11’ Grabban 29’ Yates 53’ Spence |

| Arbitro: | Kevin Friend |

|                         |           |           |
| Johnson 22’ Grabban 61’ | Marcatori | 53’ Yates |

| Arbitro: | Steve Martin |

|           |           |                         |
| Scott 61’ | Marcatori | 90+1’ (rig.) 92’ Taylor |

| Arbitro: | James Linington |

|  |           |                                                      |
|  | Marcatori | 7’ (aut.) Spence 58’, 67’ (rig.) Mitrović 61’ Kebano |

| Arbitro: | Andy Davies |

|           |           |               |
| Dykes 50’ | Marcatori | 90+1’ Colback |

| Arbitro: | Leigh Doughty |

|             |           |                 |
| Grabban 83’ | Marcatori | 78’ Gibbs-White |

| Arbitro: | Simon Hooper |

|                                     |           |  |
| Grabban 32’ (rig.), 70’ Colback 41’ | Marcatori |  |

| Arbitro: | Andy Woolmer |

|         |           |                 |
| Dann 4’ | Marcatori | 4’ Zinckernagel |

| West Bridgford 23 novembre 2021, ore 19:45 GMT 19ª giornata | Nottingham Forest | 0 – 0 referto | Luton Town | City Ground (25 715 spett.)\| Arbitro: \| Jeremy Simpson \| |
| Arbitro:                                                    | Jeremy Simpson    |               |            |                                                             |

| West Bromwich 26 novembre 2021, ore 20:00 GMT 20ª giornata | West Bromwich | 0 – 0 referto | Nottingham Forest | The Hawthorns (22 424 spett.)\| Arbitro: \| Gavin Ward \| |
| Arbitro:                                                   | Gavin Ward    |               |                   |                                                           |

| Arbitro: | Thomas Bramall |

|                      |           |  |
| Garner 72’ Yates 84’ | Marcatori |  |

| Arbitro: | Matt Donohue |

|           |           |                                                     |
| Piroe 62’ | Marcatori | 48’ Zinckernagel 50’ Grabban 68’ Johnson 90+4’ Cafú |

| Arbitro: | John Busby |

|                                |           |                  |
| Grabban 55’ (rig.) Johnson 72’ | Marcatori | 43’ Lewis-Potter |

#### Girone di ritorno
| Arbitro: | Josh Smith |

|                             |           |  |
| Yates 17’ (aut.) Šporar 72’ | Marcatori |  |

| Arbitro: | Gavin Ward |

|  |           |            |
|  | Marcatori | 30’ Holmes |

| Arbitro: | Michael Salisbury |

|                                 |           |  |
| Davis 15’ Yates 38’ Johnson 75’ | Marcatori |  |

| Arbitro: | Peter Bankes |

|  |           |               |
|  | Marcatori | 90+1’ Grabban |

| Arbitro: | Tim Robinson |

|                         |           |                     |
| Grabban 48’ Johnson 82’ | Marcatori | 88’ (rig.) Lawrence |

| Arbitro: | David Webb |

|                      |           |             |
| Hugill 6’ Davies 65’ | Marcatori | 90+4’ Davis |

| Arbitro: | Tim Robinson |

|                        |           |  |
| Johnson 25’ Garner 61’ | Marcatori |  |

| Arbitro: | Joshua Smith |

|  |           |                               |
|  | Marcatori | 22’ Garner 90’ (rig.) Johnson |

| Arbitro: | Leigh Doughty |

|                        |           |                           |
| Garner 52’ Yates 90+2’ | Marcatori | 68’ Maja 88’ (rig.) Baker |

| Arbitro: | Stuart Attwell |

|           |           |  |
| Moore 83’ | Marcatori |  |

| Preston 22 febbraio 2022, ore 19:45 GMT 34ª giornata | Preston N.E.     | 0 – 0 referto | Nottingham Forest | Deepdale (12 598 spett.)\| Arbitro: \| Geoff Eltringham \| |
| Arbitro:                                             | Geoff Eltringham |               |                   |                                                            |

| Arbitro: | Darren Bond |

|                        |           |  |
| Johnson 38’ Garner 55’ | Marcatori |  |

| Arbitro: | Josh Smith |

|           |           |             |
| Sharp 69’ | Marcatori | 90+5’ Yates |

| Arbitro: | Thomas Bramall |

|                                      |           |  |
| Davis 1’, 62’ Yates 75’ Surridge 80’ | Marcatori |  |

| Arbitro: | Peter Bankes |

|                                  |           |          |
| Spence 55’ Yates 83’ Johnson 87’ | Marcatori | 40’ Gray |

| Arbitro: | Josh Smith |

|  |           |                  |
|  | Marcatori | 15’ Zinckernagel |

| Arbitro: | Jarred Gillett |

|              |           |                                                |
| Connolly 89’ | Marcatori | 11’ Zinckernagel 30’, 36’ Johnson 82’ Surridge |

| Arbitro: | Gavin Ward |

|                      |           |  |
| Davis 5’ McKenna 79’ | Marcatori |  |

| Arbitro: | James Linington |

|                     |           |  |
| Naismith 37’ (rig.) | Marcatori |  |

| Arbitro: | David Webb |

|                                                           |           |  |
| Johnson 19’ (rig.) Yates 23’ Colback 45+2’ Surridge 90+3’ | Marcatori |  |

| Arbitro: | Michael Salisbury |

|  |           |              |
|  | Marcatori | 45’ Surridge |

| Arbitro: | Graham Scott |

|                                                        |           |             |
| Christie 22’ (aut.) Surridge 48’, 52’, 69’ Mighten 84’ | Marcatori | 28’ Obafemi |

| Arbitro: | Simon Hooper |

|                    |           |                      |
| Lewis-Potter 90+4’ | Marcatori | 90+2’ (rig.) Johnson |

#### Play-off
| Arbitro: | Andre Marriner (West Midlands) |

|             |           |                         |
| Berge 90+1’ | Marcatori | 10’ Colback 71’ Johnson |

| Arbitro: | Michael Oliver (Northumberland) |

|                          |                      |                                            |
| Johnson 19’              | Marcatori            | 47’ Gibbs-White 75’ Fleck                  |
| Johnson Cafú Cook Lolley | Tiri di rigore 3 – 2 | Norwood Hourihane Berge Ndiaye Gibbs-White |

| Arbitro: | Moss (West Yorkshire) |

|  |           |                    |
|  | Marcatori | 43’ (aut.) Colwill |

### FA Cup

#### Turni eliminatori
| Arbitro: | Pawson (South Yorkshire) |

|             |           |  |
| Grabban 83’ | Marcatori |  |

| Arbitro: | Tierney (Lancashire) |

|                                                     |           |               |
| Zinckernagel 23’ Johnson 24’ Worrall 32’ Spence 61’ | Marcatori | 40’ Ịheanachọ |

#### Fase finale
| Arbitro: | Scott (Oxfordshire) |

|                        |           |          |
| Surridge 29’ Yates 37’ | Marcatori | 13’ Lees |

| Arbitro: | Pawson (South Yorkshire) |

|  |           |          |
|  | Marcatori | 78’ Jota |

### EFL Cup

#### Turni eliminatori
| Arbitro: | Peter Wright |

|                   |           |           |
| Carvalho 39’, 41’ | Marcatori | 54’ Cooke |

| Arbitro: | Andy Davies |

|  |           |                                                   |
|  | Marcatori | 58’ Saïss 60’ Podence 86’ Trincão 88’ Gibbs-White |

## Statistiche

### Statistiche di squadra
Statistiche aggiornate al 31 maggio 2022.
| Competizione | Punti            | In casa | In casa | In casa | In casa | In casa | In casa | In trasferta | In trasferta | In trasferta | In trasferta | In trasferta | In trasferta | Totale | Totale | Totale | Totale | Totale | Totale | D.R. |
| Competizione | Punti            | G       | V       | N       | P       | Gf      | Gs      | G            | V            | N            | P            | Gf           | Gs           | G      | V      | N      | P      | Gf     | Gs     | D.R. |
| ------------ | ---------------- | ------- | ------- | ------- | ------- | ------- | ------- | ------------ | ------------ | ------------ | ------------ | ------------ | ------------ | ------ | ------ | ------ | ------ | ------ | ------ | ---- |
| Championship | 80               | 23      | 13      | 4       | 6       | 43      | 22      | 23           | 10           | 7            | 6            | 30           | 18           | 46     | 23     | 11     | 12     | 73     | 40     | +33  |
| Play-off     | Vincitore        | 1       | 0       | 0       | 1       | 1       | 2       | 1            | 1            | 0            | 0            | 2            | 1            | 3      | 2      | 0      | 1      | 4      | 3      | +1   |
| FA Cup       | Quarti di finale | 4       | 3       | 0       | 1       | 7       | 3       | 0            | 0            | 0            | 0            | 0            | 0            | 4      | 3      | 0      | 1      | 7      | 3      | +4   |
| EFL Cup      | Secondo Turno    | 2       | 1       | 0       | 1       | 2       | 5       | 0            | 0            | 0            | 0            | 0            | 0            | 2      | 1      | 0      | 1      | 2      | 5      | -3   |
| Totale       | 80               | 30      | 17      | 4       | 9       | 53      | 32      | 24           | 11           | 7            | 6            | 32           | 19           | 55     | 29     | 11     | 15     | 86     | 51     | +35  |

### Andamento in campionato
| Giornata  | 1  | 2  | 3  | 4  | 5  | 6  | 7  | 8  | 9  | 10 | 11 | 12 | 13 | 14 | 15 | 16 | 17 | 18 | 19 | 20 | 21 | 22 | 23 | 24 | 25 | 26 | 27 | 28 | 29 | 30 | 31 | 32 | 33 | 34 | 35 | 36 | 37 | 38 | 39 | 40 | 41 | 42 | 43 | 44 | 45 | 46 |
| --------- | -- | -- | -- | -- | -- | -- | -- | -- | -- | -- | -- | -- | -- | -- | -- | -- | -- | -- | -- | -- | -- | -- | -- | -- | -- | -- | -- | -- | -- | -- | -- | -- | -- | -- | -- | -- | -- | -- | -- | -- | -- | -- | -- | -- | -- | -- |
| Luogo     | T  | C  | C  | T  | T  | C  | C  | T  | C  | T  | T  | C  | T  | C  | T  | C  | C  | T  | C  | T  | C  | T  | C  | T  | C  | C  | T  | C  | T  | C  | T  | C  | T  | T  | C  | T  | C  | C  | T  | T  | C  | T  | C  | T  | C  | T  |
| Risultato | P  | P  | P  | P  | N  | P  | P  | V  | N  | V  | V  | V  | V  | P  | N  | N  | V  | N  | N  | N  | V  | V  | V  | P  | P  | V  | V  | V  | P  | V  | V  | N  | P  | N  | V  | N  | V  | V  | V  | V  | V  | P  | V  | V  | V  | N  |
| Posizione | 20 | 23 | 23 | 24 | 24 | 24 | 24 | 23 | 22 | 20 | 17 | 16 | 14 | 15 | 15 | 17 | 13 | 13 | 13 | 13 | 13 | 8  | 7  | 9  | 9  | 10 | 8  | 7  | 8  | 6  | 7  | 10 | 9  | 9  | 9  | 8  | 7  | 5  | 3  | 5  | 5  | 4  | 3  | 3  | 3  | 4  |

Legenda:

Luogo: C = Casa; T = Trasferta. Risultato: V = Vittoria; N = Pareggio; P = Sconfitta.